# A Sinkanszen vonalain közlekedő járművek listája

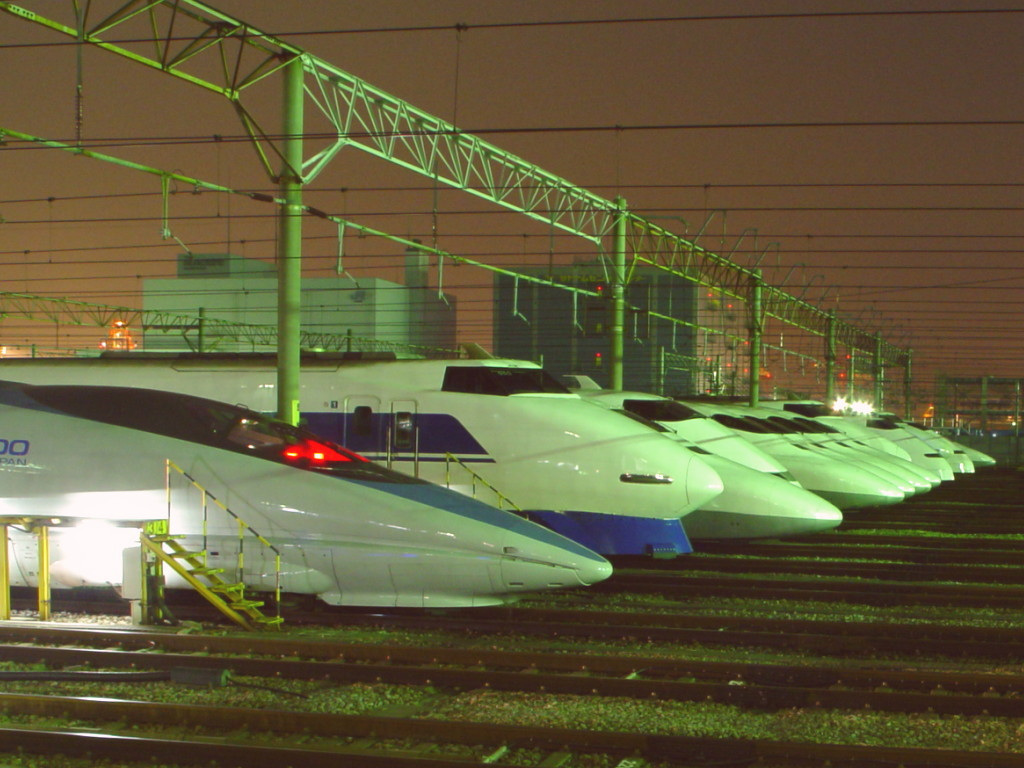
A Sinkanszen vonalán közlekedő járművek

## Személyszállító vonatok
- 0-s széria
- 100-as széria
- 200-as széria
- 300-as széria
- 400-as széria (Mini-Sinkanszen)
- 500-as széria
- 700-as széria
- 700T széria (Tajvan Sinkanszen)
- N700-as széria (teszt)
- 800-as széria
- E1-es széria (Max)
- E2-es széria
- E3-as széria (Mini-Sinkanszen)
- E4-es széria (Max)

## Kísérleti vonatok
- 1000 Type
- 951 Type
- 961 Type
- 962 Type
- 500-900 Series (WIN350)
- 952/953 Type (STAR21)
- 955 Type (300X)
- E954 Type (Fastech 360 S)
- E955 Type (Fastech 360 Z)(Mini-Sinkanszen)

## Pályafenntartási járművek
- 911 Típus Dízel mozdony
- 912 Típus Dízel mozdony
- DD18 Típus Dízel mozdony
- DD19 Típus Dízel mozdony
- 944 Típus (Segély vonat)
- 921 Típus 0 Numbers (Vágány ellenőrző kocsi)
- 922 Típus (Doctor Yellow Set T1, T2, T3)
- 923 Típus (Doctor Yellow Set T4, T5)
- 925 Típus (Doctor Yellow Set S1, S2)
- E926 Típus (East i) (Mini-Sinkanszen)